# Vicente José Ferreira Cardoso da Costa
 Vicente José Ferreira Cardoso da Costa (Bahia, 5 de abril de 1765 – Ponta Delgada, 14 de agosto de 1834) foi um jurista, magistrado, político e intelectual, poeta e autor de numerosas obras sobre temas de Direito e de política. Aquando das invasões francesas, por estar ligado à Maçonaria, foi preso no âmbito do processo da Setembrizada e foi um dos deportados da Amazona. Fixou-se nos Açores, casando em Ponta Delgada no seio de uma das mais ricas e prestigiosas famílias locais. Foi sócio correspondente da Academia Real das Ciências de Lisboa.

## Biografia
Nasceu em Salvador da Baía, filho do desembargador José Ferreira Cardoso da Costa, natural a cidade do Porto, e de sua mulher Clara Joana Teixeira Coelho. Terminados os estudos primários, mas ainda muito jovem, transferiu-se para Lisboa, onde estudou no colégio da Congregação do Oratório. Terminados os estudos preparatórios, matriculou-se em 1779 no curso de Leis da Universidade de Coimbra, onde obteve o doutoramento em 22 de julho de 1785. Em Coimbra revelou-se poeta e foi amigo de Manuel Maria Barbosa du Bocage.
Terminados os estudos, e propondo-se ingressar na docência universitária, foi nomeado opositor e regeu extraordinariamente uma cadeira na Universidade, ali lecionando até 1789. Nas suas aulas ficou conhecido pelas suas lições sobre a jurisprudência de prazos dos morgados, a sucessão de bens da coroa e a enfiteuse, publicando um compêndio de referência intitulado Elementa juris emphyteutici commoda methodo juventuti academicæ adornata, saído a público 1789. Também preparou projetos de lei sobre arrendamentos de longo prazo e sobre a remissão de encargos enfitêuticos. Em 1789 optou pela magistratura, iniciando uma carreira que o levaria a juiz desembargador do Tribunal da Relação do Porto, nomeado por decreto de 25 de maio de 1799.
O seu pendor ideológico a favor do liberalismo levou a que no ano de 1810, no contexto das invasões francesas, fosse envolvido no processo que ficaria conhecido pela Setembrizada. Em consequência foi preso e deportado para a ilha Terceira a bordo da fragata Amazona, acusado de jacobino e de partidário dos franceses. Ficou inicialmente preso na Fortaleza de São João Baptista do Monte Brasil, mas depois foi autorizado a residir na cidade de Angra.
Apesar de sucessivas representações, nunca foi julgado, ficando em liberdade condicionada até ao sucesso da Revolução Liberal do Porto. Entretanto foi autorizado a mudar-se para a ilha de São Miguel, onde possuía bens, tendo naquela ilha casado, a 20 de maio de 1815, com a morgada Helena Victória Machado de Faria e Maia, herdeira de uma das mais ricas famílias micaelenses.
Durante o vintismo tentou ingressar na política ativa, tendo-se deslocado a Lisboa em 1822 e em 1826, na tentativa fazer aprovar um projeto de Código Civil que havia elaborado e de retomar as suas ideias sobre as questões da enfiteuse, com um projetos de lei sobre arrendamentos de longo prazo e remissão de encargos enfitêuticos. Contudo, as suas ideias moderadas e a sua pouca habilidade política não propiciaram a sua aceitação na atividade política, pelo que regressou a São Miguel desiludido, dedicando-se exclusivamente à administração da sua grande casa agrícola.
Na cidade de Ponta Delgada, onde se fixou, foi um jurisconsulto de fama e muito respeitado, sucessivamente consultado pelas autoridades locais sobre matérias da maior responsabilidade. Aconselhou, por exemplo, o capitão-general Francisco António de Araújo e Azevedo a aguardar o desenvolvimento dos acontecimentos da Revolução do Porto, em 1820, antes de tomar qualquer atitude.
Na gestão da sua exploração agrícola preocupou-se com melhoramentos das culturas e a introdução de inovações agrícolas, nomeadamente o incremento da silvicultura e a introdução da cultura do tabaco nos Açores, matéria sobre a qual organizou uma memória, postumamente publicada. Os seus estudos sobre a cultura do tabaco foram pioneiros e procedeu às primeiras experiências de cultivo em propriedades suas, comprovando que era uma cultura economicamente rentável. Também se dedicou ao estudo dos recursos hídricos termais e minerais da ilha de São Miguel.

## Obras
É autor de numerosas obras, na maior parte sobre assuntos jurídicos, mas também sobre matérias políticas, económicas e de poesia lírica. Entre as suas obras contam-se as seguintes:
- Elementa juris emphyteutici commoda methodo juventuti academicæ adornata. Coimbra, Typographia Academico-Regia, 1789.
- Observações do Doutor Vicente Jose Ferreira Cardoso da Costa sobre um artigo da Gazeta de Lisboa de 29 de Outubro de 1810. W. Lewis, Paternoster Row, Londres, 1811.
- O autor da explicação imparcial das observações à Gazeta desencadiado e defendido pelo dr. Vicente José Ferreira Cardoso da Costa; a que se juntou (...). W. Lewis, Paternoster Row, Londres, 1813.
- Copia da carta ao Ill.mo Snr. João Bento de Medeiros Mantua, deputado no Soberano Congresso pela Ilha de S. Miguel. Lisboa, 1822.
- «A Origem dos Açores : poema lyrico». Investigador Portuguez em Inglaterra, n.º XXI, de março de 1813.
- Resposta do doutor Vicente José Ferreira Cardoso da Costa às perguntas feitas pelo senhor redactor do periodico intitulado O Fiscal dos Abusos aos politico-christãos, e sabidos da Nação. Impressão Regia, Lisboa, 1826.
- «Beatriz ou scenas da vida intima dos Açores». O Panorama — Jornal litterario e instructivo, Tom. XVII (1867), pp. 258-385. Lisboa, Typ. da Sociedade Propagadora dos Conhecimentos Uteis, 1867.
- Notas ao Accordam proferido no Juizo das Capellas da Coroa, na Casa da Supplicação de Lisboa aos 20 d'Abril de 1820 na causa intentada pelos srs. Procuradores Regios contra Nicoláo Maria Raposo da ilha de S. Miguel. Imp. da Viuva Neves e Filhos, Lisboa, 1821.
- Notas criticas a uma carta attribuida a S. Ex. o Sr. General Stockler para o Ill.mo e Ex. Sr. Conde dos Arcos, datada de 2 de janeiro de 1821, as quaes fazem duvidar o dito Dr. que seja de S. Ex. similhante escripto. Lisboa, Typ. de Antonio Rodrigues Galbardo, 1822.
- «Correspondencia Official relativa á Commissão de que foi encarregado em 1824 sobre os melhoramentos da ilha de S. Miguel». Archivo dos Açores, vol. I, II e III (1881).
- A sem rasão do Coronel Nicoláo Maria Raposo d'Amaral da Ilha de S. Miguel, nas demandas que sustenta com o Desembargador Vicente José Ferreira Cardoso da Costa etc. Typ. de F. X. J. Corrêa, Ponta Delgada, 1837.
- Allegação do Desembargador Vicente Jose Ferreira Cardoso da Costa contra o Coronel Nicoláo Maria Raposo do Amaral, sobre bemfeitorias. Typ. do Director, Lisboa, 1839.
- Allegação do Desembargador Vicente José Ferreira Cardoso contra o Coronel Nicoláo Maria Raposo do Amaral, sobre a causa de evicção. Typ . da Sociedade Prop. de Conhec. Uteis, Lisboa, 1839.
- Considerações sobre o proveito e cultura do tabaco em S. Miguel, acompanhada por documentos relativos. Sociedade Promotora da Agricultura Micaelense, Typ. do Correio dos Açores, Ponta Delgada, 1848.
- Carta ao deputado J. B. Medeiros Mantua pelo Dr. Vicente J. Ferreira Cardoso da Costa. Tip. de Eugénio Pacheco, Ponta Delgada, 1900.